# 국화하늘소
국화화늘소 (학명: Phytoecia rufiventris 피토에키아 루피벤트리스[*])는 하늘소과에 속하는 하늘소이다. 

## 특징 및 생태
몸길이는 6~9mm로 작고 길며 원통형에 가깝다. 몸은 검지만 약간 남색 빛이 돌고 가슴등면에 붉은 점이 있다. 앞다리의 넓적다리마디와 종아리마디 위쪽, 가운뎃다리의 넓적다리마디 가운데, 배의 끝 두 마디는 주황색 내지 주홍색이다. 
주로 국화과 식물에 모이며 유충도 그 식물에 서식한다. 한반도 전역에 서식한다. 일본, 중국 동북부, 시베리아 동부, 대만 등지에 분포한다.

### 생활환
성충 또는 노숙유충으로 줄기 그루터기에서 월동하며, 년 1~2회 발생한다. 성충은 4~5월경에 국화 재배포장으로 날아와 국화의 새싹 부분에 둥글게 상 처를 주고 1개씩 산란한다. 알에서 부화한 유충은 줄기 속으로 식입하여 가해하면서 성장한다. 다 자란 유충은 8월 하순경, 줄기 속에서 번데기가 되며, 9월에 성충이 되어 월동한다.

## 피해정보
5월 상순~중순 경에 국화의 줄기 선단부가 갑자기 백색으로 시들면서 아래로 처지고 점차 갈색으로 변색되면서 말라 죽는 증상이 나타난다. 이러한 증상은 성충이 산란할 때 상처를 주기 때문이며, 피해를 받은 줄기는 생육이 정지되고 가해부위 위쪽이 점차 마른다. 가해부위를 자세히 살펴보면 장타원형의 알을 볼 수 있다. 알에서 부화한 유충은 줄기 속에 구멍을 뚫고 아래쪽으로 내려가면서 가해하는데, 피해 받은 줄기는 시들고 점차 말라죽는다.

## 예찰 방법
예찰 방법으로는 국화 줄기의 상단부가 꺽어지거나 시드는 증상이 나타나면 줄기의 아래쪽을 갈라서 내부를 살펴 유충을 조사할 수 있다.

## 방제 방법
- 시들음 증상을 보이는 줄기는 기부를 잘라 태우거나 깊이 묻는다.[2]
- 성충의 발생시기를 예찰하여 성충의 산란기에서 등록약제를 살포한다.[2]